# Bachelorette (Lied)
Bachelorette ist ein Song der isländischen Musikerin Björk von ihrem dritten Studioalbum Homogenic aus dem Jahr 1997, das am 8. Dezember 1997 als Single ausgekoppelt wurde. Ursprünglich komponierte Björk das Trip-Hop-Stück für den Spielfilm Gefühl und Verführung (1996) des italienischen Filmregisseurs Bernardo Bertolucci. Den Liedtext verfasste der isländische Poet Sjón, ein langjähriger Freund der Sängerin. Das Musikvideo wurde durch dessen surrealistisch-audiovisuelle Umsetzung populär und gewann bei den MTV Video Music Awards 1998 die Kategorie „Best Art Direction“.

## Komposition
Das Lied hat ein Tempo von 98 Beats per minute im typischen ⁴/₄-Takt und wurde in der Tonart g-Moll komponiert. Die Streicharrangements wurden unter Leitung des brasilianischen Jazz-Musikers Eumir Deodato vom Icelandic String Octet eingespielt. Das zugrunde liegende musikalisches Konzept war, auf einem Kanal die „massiven, lauten, verzerrten High-Tech-Beats“ des britischen Electronica-Musikers Mark Bell und auf den anderen die „symphonischen Streicherarrangements“ des Icelandic String Octet zu legen und in der Mitte allein Björks Stimme.
Zur Entstehung des Liedtextes schrieb Björk auf ihrer Website:

“Because I wanted the lyrics to be so epic, I got my friend Sjón – who's a poet in Iceland – to write them. We sat together at the kitchen table and drank a lot of red wine and I told him the whole story for hours and days and he wrote the words from that story.”

„Weil ich wollte, dass die Texte so episch werden, habe ich meinen Freund Sjón – der ein Poet in Island ist – gebeten, sie zu schreiben. Wir saßen zusammen am Küchentisch und tranken eine Menge Rotwein und ich erzählte ihm stunden- und tagelang die ganze Geschichte und er schrieb die Worte aus dieser Geschichte.“

Der theatralisch Song ist emotional aufgeladen und folgt dem musikalischen Thema des Albums mit einer Instrumentierung aus elektronischen Beats und Streichinstrumenten, enthält aber auch weitere Instrumente wie Timbales, Pauke, Alphorn, Akkordeon, die den Song  dramatisieren. Laut dem Kunsthistoriker Henry Keazor und Thorsten Wübbena wird Bachelorette von einem „markanten Rhythmus“ getragen, die den „metallisch zischenden, stampfenden und pochenden Klängen eines Kraftwerks zu entstammen scheinen“, mit „hämmernden Piano-Akkorden und donnernden Percussions-Lawinen“. Im Mittelteil übernimmt eine „schwere Streicherbegleitung die Führung von der sich in weiten Melodiebögen dehnenden Singstimme“, die „angesichts der sie umdräuenden, weiterdrängenden musikalischen Dramatik hingegen streckenweise geradezu atemlos und getrieben intoniert“. Björk selbst beschreibt die Geschichte des Liedes als „Isobel goes to the city“.

## Musikvideo
Das surreale Musikvideo wurde von Björks langjährigem französischem Video-Kollaborateur Michel Gondry gedreht und thematisiert den „Konflikt zwischen Natur und Stadt, Flora und Zivilisation“ in Form einer Schachtelgeschichte.
Das Video beginnt mit einem Voiceover und zeigt Björk als „Bachelorette“, einer „Junggesellin“, die in ihrem Garten ein unbeschriebenes Buch mit dem Titel „My Story“ ausgräbt. Ab dem Zeitpunkt beginnt das Buch, alle Handlungen der Bachelorette selbständig niederzuschreiben. Sie reist mit dem Buch zum Verlag „Clark Publishing“ in einer nicht bezeichneten Metropole. Der Verleger und die Bachelorette verlieben sich ineinander (Es wird deutlich, wenn man Auszüge aus dem Buch sieht und hört, dass das Buch die Geschichte erzählt, wie Bachelorette das Buch fand, zu dem Verleger reiste und sich in ihn verliebte). Das Buch wird unglaublich populär (an einer Stelle werden alle Mitreisenden von Bachelorette in einer U-Bahn gesehen, wie sie es lesen) und wird in ein Musical umgesetzt, in dem die Bachelorette die Hauptrolle spielt. Die Musical-Version beinhaltet die Geschichte des Musicals selbst, so dass an einer Stelle ein Mini-Theater auf der Bühne gezeigt wird, mit Schauspielern, die als kleines Publikum verkleidet sind. Irgendwann später im Musical wird dieses Mini-Musical in einer noch kleineren Version gezeigt, mit einem noch kleineren Bühnenpublikum. Der im Publikum sitzende Verleger ist irritiert davon, so viele selbstreferenzelle Versionen von sich selbst zu sehen, und beendet die Beziehung, was später auch seine Figur im Original-Musical macht. Das Buch wird unpopulär, und die ursprünglichen Kopien beginnen, sich selbst auszuradieren.
Durch diese Wendung der Ereignisse kommt es in den verschachtelten Theatern zu einer Kettenreaktion, die dazu führt, dass sich jede einzelne in Gestrüpp verwandelt. Letztendlich wandelt sich die gesamte Stadt in den Garten, der am Anfang erschien. Das ungeschriebene Buch findet seine Ruhestätte wieder in der Erde vergraben, und die Bachelorette endet tanzend und umgeben von der Tierwelt.
Das Video basiert auf einer ursprünglichen Idee von Björk, die „Bachelorette“ als eine Fortsetzung des in „Isobel“ und „Human Behaviour“ eingeführten Charakters sah. Der Regisseur fasst die Handlung wie folgt zusammen:

“This character is leaving the forest and she decides to go to the city to have a normal life. She tries her best and it doesn't work out and she comes back to the forest and she is happier there.”

„Die Figur verlässt den Wald in der Absicht, in der Stadt ein normales Leben zu führen. Sie versucht ihr Bestes, aber es funktioniert nicht, und sie kehrt in den Wald zurück und ist dort glücklicher.“

Die im Liedtext beschriebenen Bilder setzt das Video nicht um.
Das Farbvideo wurde im Seitenverhältnis 4:3 aufgezeichnet. Während die Handlungen in der Alltagsrealität monochrom flackernd gehalten sind, sind alle Szenen im Theater und das Finale mit ausgeprägter Farbsättigung gefilmt. Das Video hat eine Länge von 5:26 min und ist damit länger als die Albumversion des Songs. Es wurde auf den DVDs „Björk: Volumen“ (1999) und „Director's Series – Volume 3 – The Work of Director Michel Gondry“ (2003) veröffentlicht.

### Rezensionen
Die audiovisuelle Gestaltung des Videos wurde positiv hervorgehoben. Das Video gewann 1999 den MTV Video Music Award for Best Art Direction und war für den Grammy Award for Best Short Form Music Video bei den Grammy Awards 1999 nominiert, verlor jedoch gegen Ray of Light von Madonna. Das Video lief 2015 in einer Björk gewidmeten Kunstinstallation im Museum of Modern Art in New York City. Das US-amerikanische Slant Magazin wertet Bachelorette auf Platz 44 der „100 besten Singles der 1990er Jahre“ mit der Begründung: „So beeindruckend der Song auch ist, sein kataklysmisches Arrangement aus Beats und Streichern wird letztlich von Björks brennendem Gesang überschattet; typischerweise zurückhaltend, entfesselt sie schließlich ein kosmisches Heulen“.

## Single-Auskopplungen
UK CD1
1. „Bachelorette“ (Radioversion) – 3:37
2. „My Snare“ (aka „Nature is Ancient“) – 3:37
3. „Scary“ – 2:25
4. „Bachelorette“ (Howie Spread Mix) – 5:49

UK CD2
1. „Bachelorette“ (Mark Bell Optimism Mix) – 4:09
2. „Bachelorette“ (Mark Bell Zip Remix) – 4:18
3. „Bachelorette“ (Mark Bell Blue Remix) – 2:52
4. „Bachelorette“ – 5:12

UK CD3
1. „Bachelorette“ (RZA Remix) – 5:49
2. „Bachelorette“ (Alec Empire Hypermodern Jazz Remix) – 5:49
3. „Bachelorette“ (Alec Empire the Ice Princess and the Killer Whale Remix) – 6:23
4. „Bachelorette“ (Grooverider Jeep Remix) – 9:11

EU CD
1. „Bachelorette“ (Radioversion) – 3:37
2. „Bachelorette“ (RZA Remix) – 5:49
3. „Bachelorette“ (Mark Bell Optimism Mix) – 5:49
4. „Bachelorette“ (Mark Bell Zip Remix) – 4:18
5. „Bachelorette“ (Mark Bell Blue Remix) – 2:52
6. „My Snare“ (aka „Nature is Ancient“) – 3:37

JP Bachelorette / Jóga EP
1. „Bachelorette“ (Radioversion) – 3:37
2. „Bachelorette“ (Howie Spread Mix) – 5:49
3. „Bachelorette“ (Mark Bell Zip Remix) – 4:18
4. „Bachelorette“ (Alec Empire Hypermodern Jazz Remix) – 5:49
5. „Bachelorette“ (Grooverider Jeep Remix) – 9:11
6. „Jóga“ (Buzz Water Remix) – 4:21
7. „Jóga“ (Alec Empire Hardcore Mix 1) – 3:02
8. „Jóga“ (Alec Empire Hardcore Mix 2) – 4:15
9. „Jóga“ (Albumversion) – 5:09
10. „Jóga“ (String and Vocal Mix) – 4:25

### Remixe
Auf dem Boxset „Family Tree“ (2002) erschien eine Version, in der Björks Gesang ausschließlich vom britischen Streichquartett Brodsky Quartet unterlegt ist.
- Alec Empire – „Hypermodern Jazz Remix“
- Alec Empire – „The Ice Princess And The Killer Whale“
- Grooverider – „Jeep“ Remix
- Howie Spread mix
- Mark Bell Blue Remix
- Mark Bell Optimism Remix
- Mark Bell Zip Remix
- Radio edit
- RZA Remix
- Clams Casino – Illest Alive (Sample)

### VHS Single
- „Bachelorette“ – Musikvideo – 5:26

### Coverversionen
Das Lied wurde 2006 vom türkischen Schauspieler und Sänger Müslüm Gürses mit dem Titel „Aşk Tesadüfleri Sever“ gecovert. Die US-amerikanische Singer-Songwriterin Tori Amos performete den Song bei Konzerten, jedoch nicht zu verwechseln mit einem anderen von ihr selbst geschriebenen und gespielten Song mit dem gleichen Titel. Der Song wurde 2013 von der französischen Post-Black-Metal-Band „The Great Old Ones“ gecovert.
- Bachelorette – Vitamin String Quartet – 2001
- Bachelorette  – Melissa Stylianou – 2001[14]
- Bachelor(ette) – Voltaire – 2002[15]
- Bachelorette – Rockabye Baby! – 2007[16]
- Bachelorette – Betty Lee and Ondrej Pivec New York Trio – 2009[17]
- Bachelorette – The Great Old Ones – 2013[18]
- Bachelorette – Relaxing Piano Covers – 2015
- Bachelorette – Palm Reader – 2017[19]

## „My Story“ von Isobel der Bachelorette
Basierend auf dem Buch im Video veröffentlichte Björk die ganze Geschichte auf ihrer Website. Bezüglich der liedübergreifenden Figurenentwicklung der Protagonistin schrieb Björk:

“There’s an epic continuity between Human Behaviour, Isobel and Bachelorette. […] It’s basically a character I invented called Isobel. In Human Behaviour, she’s a little girl. In Isobel, she moves to the big city and big lights. She functions with her intuition which isn’t very good in cities and crashes with a lot of ill-behaved people. So she goes back and trains a lot of moths and sends them back, as messengers of intuition, into the city to people who are not working with their intuition. In Bachelorette she takes over and trees grow over the city. It’s part autobiography part storytelling.”

„Es gibt eine epische Kontinuität zwischen Human Behaviour, Isobel und Bachelorette. […] Im Grunde ist es eine Figur, die ich erfunden habe, sie heißt Isobel. In Human Behaviour ist sie ein kleines Mädchen. In Isobel zieht sie in die große Stadt und die großen Lichter. Sie funktioniert mit ihrer Intuition, die in der Stadt nicht sehr gut ist, und stürzt mit einer Menge schlechter Menschen ab. Also geht sie zurück und bildet eine Menge Motten aus und schickt sie als Boten der Intuition zurück in die Stadt zu Menschen, die nicht mit ihrer Intuition arbeiten. In Bachelorette übernimmt sie die Stadt und lässt Bäume wachsen. Es ist teils Autobiografie, teils Storytelling.“

## Charts und Chartplatzierungen
Bachelorette erreichte im Vereinigten Königreich Rang 21 der Singlecharts und platzierte sich fünf Wochen in den Charts. Es wurde zum zwölften Charthit für Björk in den britischen Charts. Darüber hinaus avancierte die Single zum Top-10-Hit in ihrer Heimat Island, wo Bachelorette mit Rang sechs seine höchste Chartnotierung verbuchte.

## Rezensionen
„Homogenic ist Björks musikalisch und emotional radikalste Songkollektion und ihre beste. Von Björk größtenteils allein komponiert und getextet und erstmals auch in Eigenregie produziert. Vorgetragen von einer ungemein leidenschaftlichen Stimme. Gipfelnd im wunderbaren Liebeslied Bachelorette, das von dramatischen James-Bond-Streichern emporgetragen wird.“